# Charles Armstrong-Jones, Visconde Linley
Charles Patrick Inigo Armstrong-Jones, Visconde Linley (Londres, 1º de julho de 1999) é um aristocrata do Reino Unido. Ele é o primeiro nascido do David Armstrong-Jones, 2.º Conde de Snowdon e da aristocrata anglo-irlandesa Serena Stanhope. Por parte de pai, ele é um parente da família real britânica e membro da Casa de Windsor. Ele ainda é o terceiro neto nascido para a princesa Margarida, Condessa de Snowdon, sendo, portanto, um sobrinho-neto de sangue da rainha Isabel II do Reino Unido.
Em janeiro de 2025, ele ocupa o 27° lugar na linha de sucessão ao trono britânico. Ele é o herdeiro direto na linha de sucessão ao Condado de Snowdon.
Charles possui uma irmã mais nova: Margarita, nascida em 2002.

## Nascimento e batismo
Charles Armstrong-Jones nasceu no dia 1° de julho do ano de 1999, no famoso Portland Hospital, localizado na cidade de Londres na Inglaterra, capital do Reino Unido.
Entre os seus ancestrais do lado paterno estão o rei Jorge VI, do qual é bisneto, bem como a rainha consorte Isabel Bowes-Lyon, A Rainha-Mãe; ele também é um descendente direto a rainha reinante Vitória do Reino Unido, soberana do Reino Unido entre 1837 e 1901. Sua mãe, Serena Stanhope, é a filha mais nova de Charles Stanhope, 12º Conde de Harrington.
Charles recebeu os seguintes nomes:
- Charles: como uma homenagem ao seu primo de segundo grau, o Rei Carlos III; o mesmo nome também dá homenagem ao seu avó paterno o nobre Charles Stanhope, 12º Conde de Harrington;
- Patrick: em honra a São Patrício (Saint Patrick, em inglês), o santo patrono da Irlanda, onde sua mãe nasceu;
- Inigo: para homenagear o grande arquiteto inglês do século XVII, Inigo Jones.

Charles foi batizado em 2 de dezembro de 1999, no Palácio de St. James, um dos mais antigos palácios da Inglaterra. Na cerimônia, estiveram presentes amigos e familiares de seus pais, incluindo a rainha Isabel II.
Charles teve seis padrinhos, sendo eles:
1. Bruce Dundas;
2. Nigel Harvey;
3. Nick Powell;
4. Orlando Rock;
5. Lucinda Cecil;
6. Rita Konig;

## Educação
Charles Armstrong-Jones foi primeiramente educado na Inglaterra. Tal como seus primos de terceiro grau, o príncipe William de Gales e o príncipe Harry de Gales fizeram antes dele, Charles estudou e se formou no seu ensino secundário na famosa Eton College, uma escola privada e independente para garotos fundada em 1440, por Henrique VI de Inglaterra, localizada em Berkshire.
Desde 2020, estuda Engenharia de Design de Produto na Universidade de Loughborough, localizada na Inglaterra.

## Aparições públicas
Como um membro da extensa família real britânica, Charles está presente em determinados eventos, como o Trooping the Colour e a tradicional cerimônia natalina da família real britânica na mansão rural de Sandringham House, localizada na aldeia rural de Sandringham em Norfolk. Ele também participa de outros eventos, como o Festival de Goodwood e a Ascot Racecourse, uma famosa pista de corrida de cavalos inglesa localizada na cidade de Ascot, no condado de Berkshire.
Em 2012, ele participou de um culto de ação de graças em honra de sua falecida avó, a princesa Margarida, Condessa de Snowdon, no Castelo de Windsor. Seus pais, irmã, tia e primos também estiveram presentes na cerimônia. Em celebração do Jubileu de Diamante da rainha Isabel II do Reino Unido, Charles e sua única irmã a Lady Margarita Armstrong-Jones, participaram de outra cerimônia de ação de graças, desta vez na Catedral de St. Paul, na cidade de Londres.

## Títulos, estilos e honras

### Títulos e estilos
- 1º de julho de 1999 - 13 de janeiro de 2017: O Honorável Charles Armstrong-Jones (título obtido por ter nascido filho de um visconde britânico)
- 13 de janeiro de 2017 - presente: Visconde Linley (título obtido após virar o herdeiro aparente de um conde britânico)

### Honras
Em 2012, sua tia-avó, Isabel II do Reino Unido, nomeou-o como Pajem de Honra, uma posição cerimonial na Casa Real de Windsor do soberano do Reino Unido.